# Royal Caribbean International
Royal Caribbean International (RCI) anteriormente conocida como Royal Caribbean Cruise Line (RCCL), es una línea de cruceros perteneciente al grupo Royal Caribbean, fundada en Noruega y con sede en la ciudad de Miami, Florida, Estados Unidos. Es la línea de cruceros más grande por ingresos y la segunda más grande por número de pasajeros. En agosto de 2024, la línea opera 28 barcos; Se han encargado cuatro barcos adicionales y se planean dos barcos, pero no tienen fecha de lanzamiento.

## Historia

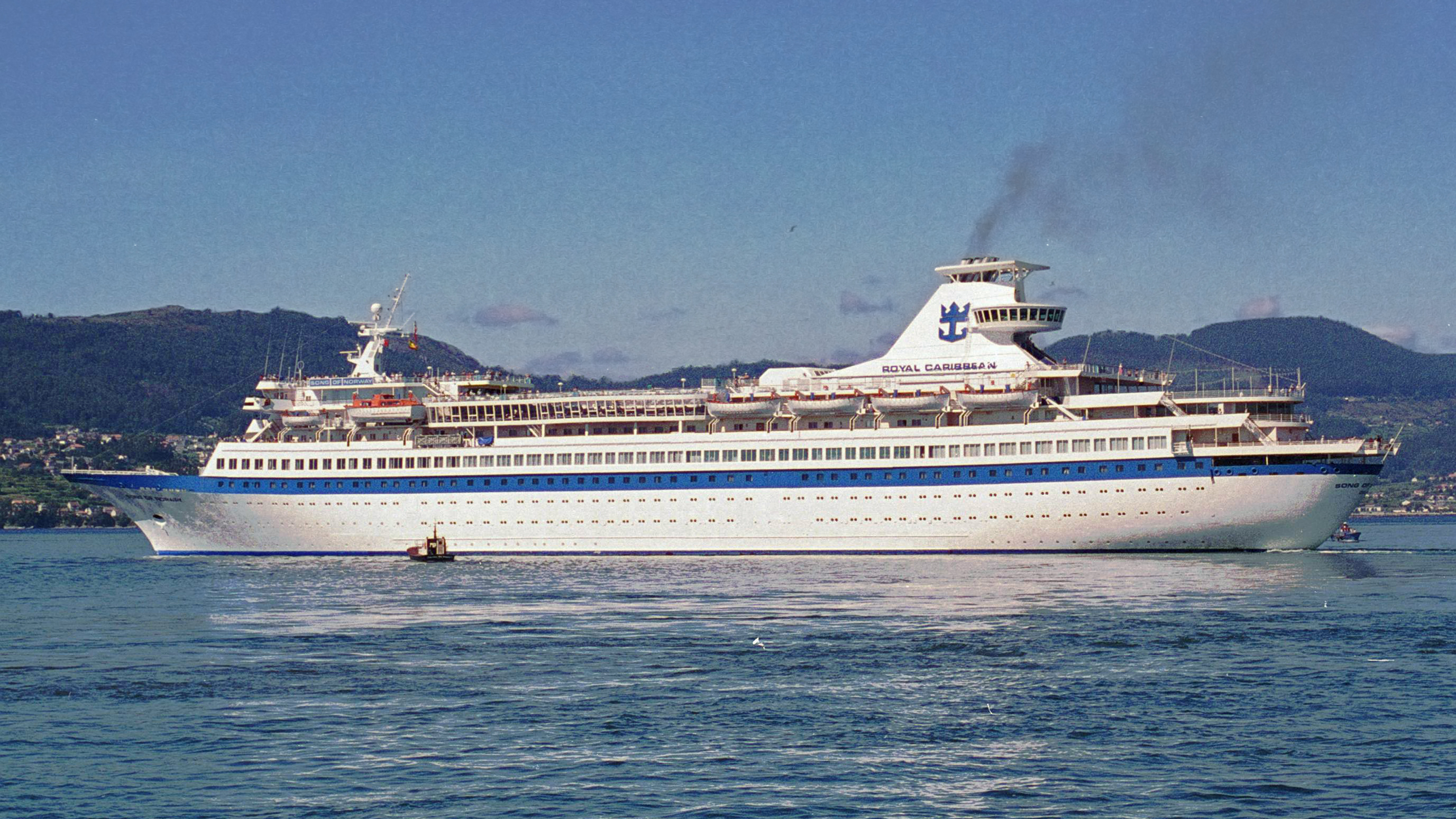
El Song of Norway, el primer barco de Royal Caribbean

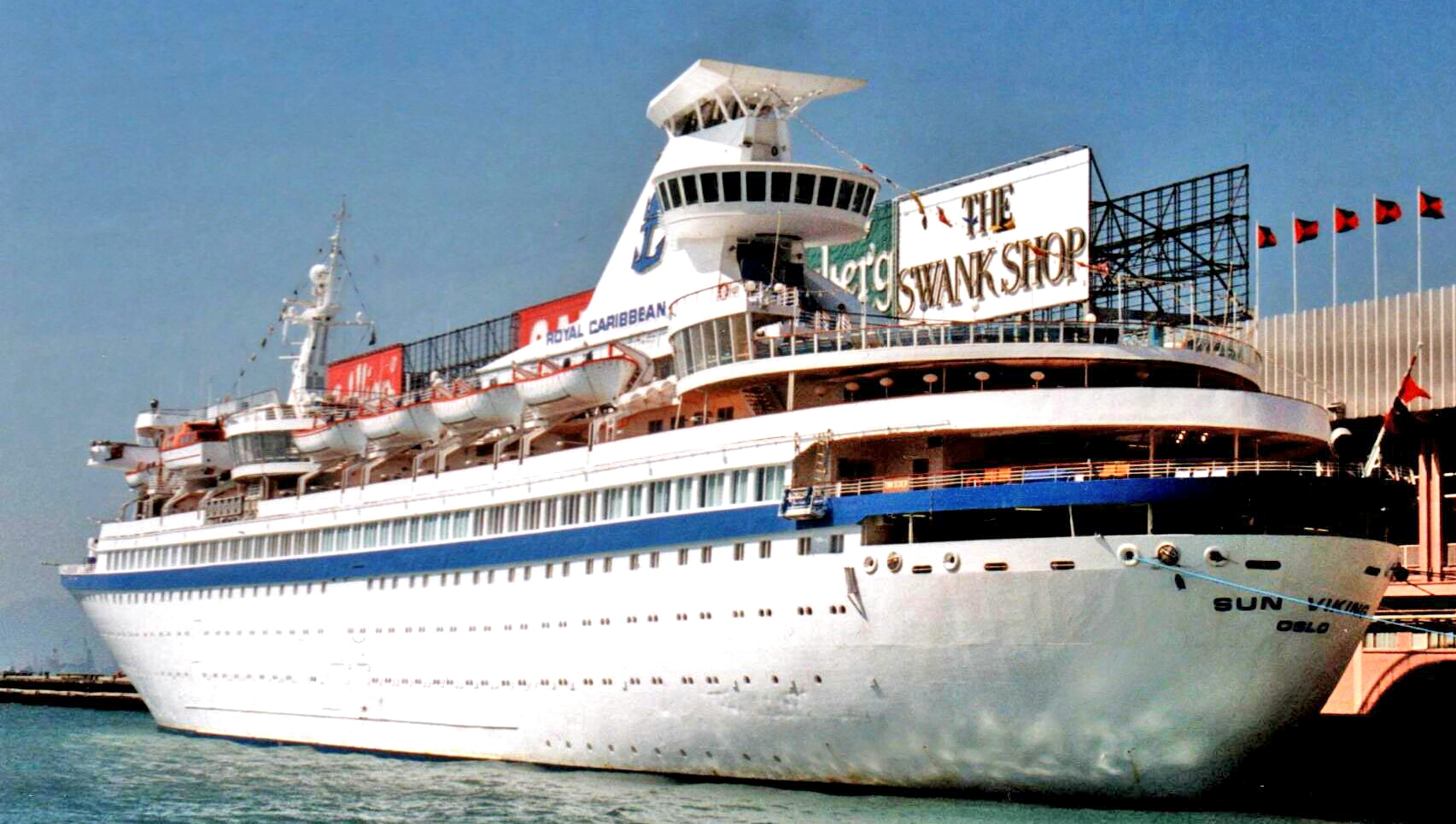
El tercer barco de Royal Caribbean, el Sun Viking

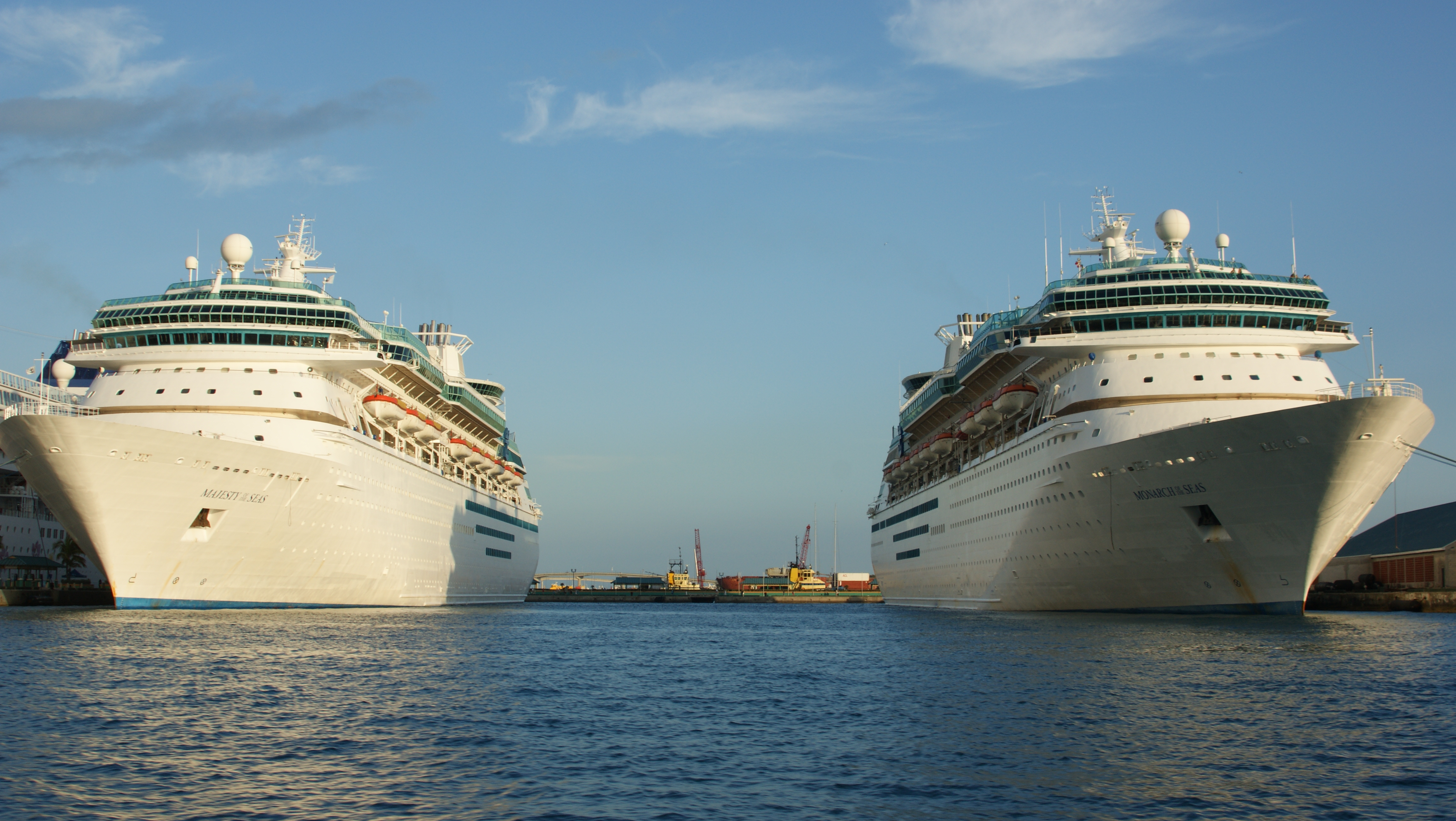
El Majesty of the Seas y el Monarch of the Seas en Nasáu, Bahamas

Originalmente fue fundada como Royal Caribbean Cruise Line en 1968 por tres compañías navieras noruegas: Anders Wilhelmsen & Company, I.M. Skaugen & Company y Gotaas Larsen. La línea recién creada puso en servicio su primer barco, Song of Norway, dos años después. Un año después, la línea agregó Nordic Prince a la flota y en 1972 agregó Sun Viking. En 1978, el Song of Norway se convirtió en el primer barco de pasajeros de Royal Caribbean en alargarse. Esto se logró mediante la inserción de una sección de 85 pies (26 m) en el centro cortado de la embarcación. Tras el éxito de esta obra, el Nordic Prince también se amplió en 1980. Durante el alargamiento de ambos barcos, se modificaron sus popas para crear un espacio más abierto. En 1982, Royal Caribbean lanzó Song of America.
En 1986, Royal Caribbean arrendó una propiedad en la costa en Labadie, Haití, para ser utilizada como destino privado para sus huéspedes, rebautizada como "Labadee". Después de una reestructuración corporativa en 1988, la línea lanzó el Sovereign of the Seas, el buque de pasajeros más grande a flote en ese momento. Ese mismo año, Royal Caribbean también se fusionó con Admiral Cruises. Dos años más tarde, en 1990, Nordic Prince y Viking Serenade entraron en servicio y Royal Caribbean compró un segundo destino privado, Little Stirrup Cay, una isla en las Bahamas, a la que llamaron "CocoCay".
El segundo y tercer crucero de Clase Sovereign, Monarch of the Seas y Majesty of the Seas, se entregaron en 1991 y 1992, respectivamente.
Royal Caribbean se hizo pública en la Bolsa de Valores de Nueva York en 1993.

### Reorganización y cambio de nombre
En 1997, se fusionó con la línea de cruceros griega Celebrity Cruises y cambió su nombre de Royal Caribbean Cruise Line a Royal Caribbean International. Al mismo tiempo, Royal Caribbean Group se formó como "Royal Caribbean Cruises Ltd." para servir como una sociedad de cartera propietaria tanto de Celebrity Cruises como de Royal Caribbean International.
En 2000, Royal Caribbean operó una serie de "recorridos en crucero" por tierra y mar en Alaska, con vagones de tren con cúpula de cristal a destinos pintorescos dentro del estado y Canadá. Durante los dos años siguientes, también introdujeron recorridos en crucero a destinos de toda Europa.
En 2009 y 2010 se lanzó una clase aún más grande, el Clase Oasis, con Oasis of the Seas y Allure of the Seas, lo que garantiza a Royal Caribbean el liderazgo en tamaño de barcos en los próximos años. En diciembre de 2012, Royal Caribbean anunció que había encargado un tercer crucero de la Clase Oasis a STX France, que sería más grande que los barcos anteriores de la clase. Cruise Industry News, 27 de diciembre de 2012. En marzo de 2014, Royal Caribbean anunció que había encargado un cuarto barco de la Clase Oasis a STX Francia.
En febrero de 2013, Royal Caribbean anunció los dos primeros barcos de su más nuevo Clase Quantum, Quantum of the Seas y Anthem of the Seas, que se estaban construyendo en el astillero de Meyer Werft. Royal Caribbean Cruises Ltd. En mayo de ese año, Royal Caribbean anunció que había firmado un contrato para un tercer barco de Clase Quantum con entrega a mediados de 2016.
En septiembre de 2014, Royal Caribbean anunció que el tercer barco de Clase Quantum se llamaría Ovation of the Seas, y en febrero de 2015 anunciaron que el tercer barco de la clase Oasis se llamaría Harmony of the Seas.
En marzo de 2015, Royal Caribbean anunció que había acordado vender Splendour of the Seas a TUI Cruises en el segundo trimestre de 2016.
En junio de 2016, Royal Caribbean anunció que había acordado vender Legend of the Seas a TUI Cruises en el segundo trimestre de 2017.
La empresa ejerce presión en varias jurisdicciones en las que opera. En los Estados Unidos, los registros de gastos de cabildeo están en manos de la Oficina de Registros Públicos del Senado de los Estados Unidos. En Australia Meridional, la empresa está representada por la empresa de cabildeo Richardson Coutts Pty Ltd.
En 2017, Royal Caribbean acordó utilizar Port Everglades como amarradero preferido para sus barcos de la Clase Oasis. El nuevo acuerdo prorrogó el contrato anterior con Port Everglades hasta 2026, sujeto a una remodelación de $100 millones de la Terminal 25 de cruceros, y aprobado por la Junta de Comisionados del Condado de Broward.
En diciembre de 2020, durante la pandemia de COVID-19, Royal Caribbean suspendió los viajes en toda su flota. También vendió Empress of the Seas y Majesty of the Seas y el primero se dirigió a Cordelia Cruises. Su primer y único barco en reanudar la navegación fue Quantum of the Seas, que comenzó a navegar desde Singapur en diciembre de 2020 bajo las normas de salud y seguridad formuladas por el Gobierno de Singapur.
El 29 de junio de 2021, el Ovation of the Seas de Royal Caribbean International se convirtió en el primer crucero en regresar al Puerto de Seattle desde que comenzó la pandemia de COVID-19 en los Estados Unidos.

### Asociaciones/capacidades
En agosto de 2022, la compañía anunció que se asociaría con SpaceX para usar su tecnología Starlink en todos sus barcos, en un esfuerzo por mejorar las conexiones a Internet históricamente débiles. Esto viene inmediatamente después de que la Comisión Federal de Comunicaciones autorice a SpaceX a brindar sus servicios a barcos, aviones y camiones.

## Flota

### Flota actual
Desde que Sovereign of the Seas entró en servicio en 1987, todos los barcos posteriores de Royal Caribbean tienen nombres que terminan con la frase "of the Seas".

### Clase Vision
La clase Vision consta de tres pares de barcos gemelos. Legend y Splendor, construidos en Chantiers de l'Atlantique, Saint-Nazaire, Francia, tienen un tonelaje bruto de aproximadamente 70.000. Grandeur y Enchantment se construyeron en Kvaerner Masa-Yards, Helsinki, Finlandia y tenían un tonelaje original de aproximadamente 73.000 GT. El último par, Rhapsody y Vision, también se construyeron en Chantiers de l'Atlantique y tienen un tonelaje de 78.000 GT.  En 2005, se añadió una sección media de 23 m (74 pies) al Enchantment of the Seas, lo que elevó su tonelaje a más de 80.000 GT. Todos los barcos de esta clase cuentan con más de 8100 m² (2 acres) de vidrio. Royal Caribbean vendió Splendor of the Seas y Legend of the Seas a Marella Cruises. Splendor of the Seas zarpó por última vez para Royal Caribbean el 4 de abril de 2016, y el último Legend of the Seas que zarpó para Royal Caribbean salió del puerto el 13 de marzo de 2017. En octubre de 2019, Royal Caribbean anunció un plan para transferir Grandeur of the Seas a Pullmantur Cruises después de su último viaje programado el 21 de marzo de 2021. Sin embargo, tras la declaración de quiebra de Pullmantur, Royal Caribbean anunció más tarde en agosto de 2020 que Grandeur permanecería en la flota de Royal Caribbean.
| Buque                   | Entrada en servicio con Royal | Tonelaje | Bandera | Camarotes   | Áreas                    | Imagen |
| ----------------------- | ----------------------------- | -------- | ------- | ----------- | ------------------------ | ------ |
| Vision of the Seas      | 1998                          | 78,340   | Bahamas | 2,050/2,514 | Caribe Europa            |        |
| Enchantment of the Seas | 1997                          | 82,910   | Bahamas | 2,252/2,730 | Caribe                   |        |
| Rhapsody of the Seas    | 1997                          | 78,491   | Bahamas | 1,998/2,416 | Caribe Europa            |        |
| Grandeur of the Seas    | 1996                          | 73,817   | Bahamas | 1,992/2,440 | Caribe América del Norte |        |

### Clase Voyager
Los barcos de la clase Voyager fueron la clase más grande de cruceros del mundo cuando se construyeron, fueron los primeros barcos en tener una pista de hielo en el mar y los primeros en tener el concepto "Royal Promenade" de Royal Caribbean, una vía principal que se extiende a lo largo de la mayor parte del barco, flanqueada por bares, cafés y lugares de compras. Fueron construidos en las instalaciones de Kvaerner Masa-Yards (ahora Meyer Turku) en Turku, Finlandia. Tienen un tonelaje bruto de alrededor de 137.000 toneladas. Las opciones de actividades a bordo de los cinco barcos incluyen una cancha de baloncesto, al menos tres piscinas, un campo de minigolf, una pared de roca, una pista de patinaje sobre hielo y, originalmente, una pista de patinaje en línea. Navigator of the Seas reemplazó la pista de patinaje en línea con un simulador de surf Flowrider en 2014, y se planean cambios similares para Voyager y Explorer.
Navigator of the Seas y Mariner of the Seas son barcos de la clase Voyager de segunda generación y cuentan con balcones de vidrio en los camarotes que se extienden desde la superestructura del barco y un área de bufé Windjammer más grande.
| Buque                 | Entrada en servicio con Royal | Tonelaje | Bandera | Camarotes   | Áreas                     | Imagen |
| --------------------- | ----------------------------- | -------- | ------- | ----------- | ------------------------- | ------ |
| Mariner of the Seas   | 2003                          | 138,279  | Bahamas | 3,114/3,807 | Asia Caribe               |        |
| Navigator of the Seas | 2002                          | 139,570  | Bahamas | 3,686/3,990 | Europa Caribe             |        |
| Adventure of the Seas | 2001                          | 137,276  | Bahamas | 3,114/3,807 | Caribe                    |        |
| Explorer of the Seas  | 2000                          | 137,308  | Bahamas | 3,114/3,840 | América del Norte Oceanía |        |
| Voyager of the Seas   | 1999                          | 137,276  | Bahamas | 3,114/3,840 | Asia Oceanía              |        |

### Clase Radiance
Todos los barcos de la clase Radiance tienen un gran tonelaje de 90.090 y motores de turbina de gas respetuosos con el medio ambiente. Los barcos de clase Radiance tienen más de 3 acres (12.000 m²) de vidrio, ascensores de vidrio con vista exterior, más de 700 camarotes con balcón, comedores con ventanas de vidrio de dos niveles, restaurantes alternativos, un techo de vidrio retráctil sobre una piscina, una piscina al aire libre, así como así como las primeras mesas de billar autonivelantes en el mar.  Los barcos de la clase Radiance se construyeron en Meyer Werft, Papenburg, Alemania. A diferencia de la clase Voyager anterior, estos barcos están construidos con el factor de forma Panamax, lo que les permite pasar por el Canal de Panamá.
| Buque                  | Entrada en servicio con Royal | Tonelaje | Bandera | Camarotes   | Áreas                           | Imagen |
| ---------------------- | ----------------------------- | -------- | ------- | ----------- | ------------------------------- | ------ |
| Jewel of the Seas      | 2004                          | 90,090   | Bahamas | 2,112/2,502 | Caribe Europa                   |        |
| Serenade of the Seas   | 2003                          | 90,090   | Bahamas | 2,146/2,476 | Caribe Europa América del Norte |        |
| Brilliance of the Seas | 2002                          | 90,090   | Bahamas | 2,142/2,543 | Caribe Europa                   |        |
| Radiance of the Seas   | 2001                          | 90,090   | Bahamas | 2,143/2,466 | América del Norte Oceanía       |        |

### Clase Freedom
Los barcos de clase Freedom son versiones alargadas del barco de clase Voyager de segunda generación y contienen un centro comercial Royal Promenade de 400 pies (120 m) que recorre gran parte de la longitud del barco, una pista de patinaje sobre hielo, una cancha de baloncesto y varias piscinas, un campo de minigolf y una pared de roca. Las nuevas características de la clase Freedom incluyen el simulador de surf FlowRider, el área de juegos acuáticos para niños H2O Zone, un ring de boxeo y jacuzzis en voladizo sobre el costado del barco. Con 154.407 toneladas brutas, los barcos de la clase Freedom fueron los barcos más grandes del mundo desde 2006 hasta el debut de la clase Oasis en 2009.
| Buque                    | Entrada en servicio con Royal | Tonelaje | Bandera | Camarotes   | Áreas         | Imagen |
| ------------------------ | ----------------------------- | -------- | ------- | ----------- | ------------- | ------ |
| Independence of the Seas | 2008                          | 154,407  | Bahamas | 3,634/4,375 | Europa Caribe |        |
| Liberty of the Seas      | 2007                          | 155,889  | Bahamas | 3 798/4 960 | Caribe        |        |
| Freedom of the Seas      | 2006                          | 154,407  | Bahamas | 3,782/4,515 | Caribe        |        |

### Clase Oasis
Los barcos de la clase Oasis son algunos de los barcos de pasajeros más grandes jamás construidos, habiendo superado a los barcos de la clase Freedom , y son superados solo por los barcos de la clase Icon. Pueden acomodar hasta 5,400 pasajeros en ocupación doble y tienen una capacidad máxima de 6.296 pasajeros. Además, los barcos tienen un tonelaje bruto de al menos 225.282 toneladas, y le cuestan a la línea alrededor de $1.4 mil millones de USD cada uno. Los dos primeros barcos de la clase, Oasis of the Seas y Allure of the Seas, fueron entregados en 2009 y 2010 por STX Europe Turku Shipyard, Finlandia. El tercer y cuarto barco de la clase, Harmony of the Seas y Symphony of the Seas fueron construidos en Chantiers de l'Atlantique en Saint-Nazaire , Francia . Fueron los primeros en venir con el tobogán seco Ultimate Abyss. Royal Caribbean International, en conjunto con USA Today, patrocinó un concurso para nombrar los dos primeros buques. En febrero de 2019, Royal Caribbean anunció el pedido de un sexto buque de la clase Oasis, posteriormente llamado Utopia of the Seas, de Chantiers de l'Atlantique para su entrega en 2024 con una ocupación doble de 5,714 y un tonelaje bruto de 231.000.
| Buque                | Entrada en servicio con Royal | Tonelaje | Bandera | Camarotes   | Áreas         | Imagen                           |
| -------------------- | ----------------------------- | -------- | ------- | ----------- | ------------- | -------------------------------- |
| Wonder of the Seas   | 2022                          | 236,857  | Bahamas | 5,518/6,680 | Europa Caribe | Wonder_of_the_Seas_-_August_2021 |
| Symphony of the Seas | 2018                          | 228,081  | Bahamas | 5,518/6,680 | Europa Caribe |                                  |
| Harmony of the Seas  | 2016                          | 227,700  | Bahamas | 5,497/6,410 | Caribe        |                                  |
| Allure of the Seas   | 2010                          | 225,282  | Bahamas | 5,492/6,410 | Caribe        |                                  |
| Oasis of the Seas    | 2009                          | 225,282  | Bahamas | 5,400/6,360 | Caribe        |                                  |
| Utopia of the Seas   | 2024                          | 236,473  | Bahamas | 5,714       | Caribe        |                                  |

### Clase Quantum
La clase Quantum debutó como la segunda clase más grande de cruceros del mundo. Los barcos de la clase Quantum fueron los primeros barcos construidos para Royal Caribbean por Meyer Werft desde la clase Radiance y comparten muchas características con esos barcos, incluidas piscinas cubiertas con techos retráctiles, grandes extensiones de vidrio, asientos al aire libre en el bufé "Windjammer" y mesas de billar autonivelantes. Otras características distintivas de la clase Quantum incluyen la cápsula de observación "North Star" montada en el extremo de un brazo de grúa de 41 metros de largo (135 pies), "RipCord by iFLY", un simulador de paracaidismo, el salón y lugar de espectáculos Two70° de tres cubiertas en la popa del barco con ventanas panorámicas que se convierten en pantallas de proyección, y la instalación multiusos SeaPlex que alberga actividades como baloncesto, patinaje sobre ruedas, autos chocadores y una escuela de trapecio. La clase Quantum fue la primera clase diseñada específicamente para cenas dinámicas y cuenta con varias instalaciones de comedor complementarias separadas en lugar de un solo comedor principal. Cada lugar mantendrá el mismo menú y personal durante todo el crucero. A diferencia de las clases anteriores Voyager, Freedom y Oasis, los barcos de la clase Quantum no cuentan con un Viking Crown Lounge o una pista de patinaje sobre hielo, y el centro comercial Royal Esplanade en el centro del barco no tiene la forma tradicional de Royal Promenades. 
Se construyeron cinco barcos, Quantum of the Seas, Anthem of the Seas, Ovation of the Seas, Spectrum of the Seas y Odyssey of the Seas hasta 2021.
| Buque                | Entrada en servicio con Royal | Tonelaje | Bandera | Camarotes   | Áreas                    | Imagen                        |
| -------------------- | ----------------------------- | -------- | ------- | ----------- | ------------------------ | ----------------------------- |
| Ovation of the Seas  | 2016                          | 168,666  | Bahamas | 4,180/4,905 | Asia Oceanía             |                               |
| Anthem of the Seas   | 2015                          | 168,666  | Bahamas | 4,180/4,905 | Caribe América del Norte |                               |
| Quantum of the Seas  | 2014                          | 168,666  | Bahamas | 4,180/4,905 | Asia                     |                               |
| Spectrum of the Seas | 2019                          | 169,379  | Chipre  | 4,246/4,905 | Asia                     |                               |
| Odyssey of the Seas  | 2021                          | 169,379  | Bahamas | 4,246/4,905 | Europa Caribe            | Odyssey_of_the_Seas_(cropped) |

### Clase Icon
El 10 de octubre de 2016, Royal Caribbean y Meyer Turku anunciaron un pedido para construir dos barcos bajo el nombre de proyecto "Icon". El 2 de julio de 2019, Royal Caribbean anunció un pedido para un tercer barco de la clase "Icon".
Los barcos de la clase Icon son los cruceros más grandes jamás construidos. Los barcos estarán propulsados por gas natural licuado (GNL) , con un tonelaje bruto de aproximadamente 250.800 GT. Los barcos contarán con otras características de energía alternativa, como el uso de células de combustible para producir electricidad y agua dulce.
Icon of the Seas se entregó el 27 de noviembre de 2023, y se espera que el segundo barco, Star of the Seas, se entregue en 2025. El tercer barco, Legend of the Seas, está previsto que se entregue en 2026, un año después de Star of the Seas.
En agosto de 2024 se anunció un pedido de un cuarto buque que se entregará en 2027 y se planean dos buques adicionales. 
| Buque            | Entrada en servicio con Royal | Tonelaje | Bandera | Camarotes | Áreas  | Imagen |
| ---------------- | ----------------------------- | -------- | ------- | --------- | ------ | ------ |
| Icon of the Seas | 2024                          | 248,663  | Bahamas | 5,610     | Caribe |        |
| Star of the Seas | 2025                          | 248,663  | Bahamas | 5,610     | Caribe |        |

### Futuros barcos
Royal Caribbean International tiene en construcción cuarto nuevos buques:
| Buque                 | Clase       | Año  | Tonelaje    | Camarotes | Notas                                          | Imagen |
| --------------------- | ----------- | ---- | ----------- | --------- | ---------------------------------------------- | ------ |
| Legend of the Seas    | Clase Icon  | 2026 | 250,800     | 5,610     | 3.º buque de la clase Icon impulsado por GNL.  |        |
| Sin nombre confirmado | Clase Icon  | 2027 | 250,800     | 5,610     | 4.º buque de la clase Icon impulsado por GNL.  |        |
| Sin nombre confirmado | Clase Oasis | 2028 | Por Definir | 5,714     | 7.º buque de la clase Oasis impulsado por GNL. |        |

### Antigua flota
| Nombre                | Clase                | Año de construcción | Duración en servicio con Royal | Estado actual                                              | Tonelaje | Notas                                                                     | Imagen |
| --------------------- | -------------------- | ------------------- | ------------------------------ | ---------------------------------------------------------- | -------- | ------------------------------------------------------------------------- | ------ |
| Song of Norway        | Clase Song of Norway | 1970                | 1970-1997                      | Desguazado en 2013 con el nombre de Formosa Queen.         | 22,945   | Alargado en 1978                                                          |        |
| Nordic Prince         | Clase Song of Norway | 1971                | 1971-1995                      | Desguazado en 2015 como el Pacific                         | 23,149   | Alargado en 1980                                                          |        |
| Sun Viking            | Clase Song of Norway | 1972                | 1972-1998                      | Vendido como chatarra en 2021.                             | 16,607   |                                                                           |        |
| Song of America       | Clase Song of Norway | 1982                | 1982-1999                      | Operando como Celestyal Olympia para Celestyal Cruises     | 37,584   |                                                                           |        |
| Viking Serenade       | -                    | 1982                | 1990-2002                      | Desguazado en 2018 como el Ocean Gala 1.                   | 40,171   | Transferido de la subsidiaria de Royal Caribbean Admiral Cruises en 1990. |        |
| Sovereign of the Seas | Clase Sovereign      | 1987                | 1988-2008                      | Desguazado en 2020 como el Sovereign                       | 73,192   | El crucero más grande de 1987 a 1990.                                     |        |
| Monarch of the Seas   | Clase Sovereign      | 1991                | 1991-2013                      | Desguazado en 2020 como Monarch                            | 73,192   |                                                                           |        |
| Splendour of the Seas | Clase Vision         | 1996                | 1996-2016                      | Operando como Marella Discovery para Marella Cruises       | 69,130   |                                                                           |        |
| Legend of the Seas    | Clase Vision         | 1995                | 1995-2017                      | Operando como Marella Discovery 2 para Marella Cruises     | 69,130   |                                                                           |        |
| Empress of the Seas   | Clase Empress        | 1990                | 1990-2008 2016-2020            | Vendido a Cordelia Cruises                                 | 48,563   | Navegó para Pullmantur Cruceros como Empress desde 2008 hasta 2016.       |        |
| Majesty of the Seas   | Clase Sovereign      | 1992                | 1992-2020                      | Vendido a Seajets y rebautizado como Majesty of the Oceans | 78,941   |                                                                           |        |

## Resorts privados
Royal Caribbean opera dos complejos turísticos de propiedad privada que se utilizan como escalas en algunos itinerarios del Caribe y las Bahamas. Se trata de Labadee, un centro turístico en la costa norte de Haití, y CocoCay, una isla privada en la región de las Islas Berry en las Bahamas. Cada resort cuenta con marquesinas para comer, tumbonas, palmeras, playas de arena blanca y una serie de actividades.
La empresa tiene previsto abrir complejos turísticos privados adicionales en Cozumel y Costa Maya en México y en la isla Lelepa, Vanuatu, en el Pacífico Sur.

## Puertos de escala
Royal Caribbean opera a nivel internacional y tiene muchos puertos de escala.

### Puertos internacionales
| País          | Puerto                  | Ciudad      |
| ------------- | ----------------------- | ----------- |
| Países Bajos  | Puerto de Ámsterdam     | Ámsterdam   |
| España        | Puerto de Barcelona     | Barcelona   |
| Canadá        | Puerto de Quebec        | Quebec      |
| China         | Puerto de Shenzhen      | Shenzhen    |
| Suecia        | Puerto de Estocolmo     | Estocolmo   |
| Canadá        | Puerto de Vancouver     | Vancouver   |
| Nueva Zelanda | Puerto de Auckland      | Auckland    |
| China         | Puerto de Tianjin       | Pekín       |
| Italia        | Puerto de Civitavecchia | Roma        |
| Singapur      | Puerto de Singapur      | Singapur    |
| Australia     | Port Jackson            | Sídney      |
| Italia        | Puerto de Venecia       | Venecia     |
| Dinamarca     | Puerto de Copenhague    | Copenhague  |
| Hong Kong     | Puerto de Hong Kong     | Hong Kong   |
| Australia     | Puerto de Melbourne     | Melbourne   |
| China         | Puerto de Shanghái      | Shanghái    |
| Reino Unido   | Puerto de Southampton   | Southampton |
| India         | Puerto de Mormugao      | Goa         |

### Puertos estadounidenses
| Territorio    | Puerto                  | Ciudad          |
| ------------- | ----------------------- | --------------- |
| Florida       | Port Everglades         | Fort Lauderdale |
| Nueva Jersey  | Cape Liberty            | Bayonne         |
| Hawái         | Honolulu Harbor         | Honolulu        |
| Florida       | PortMiami               | Miami           |
| Washington    | Puerto de Seattle       | Seattle         |
| Texas         | Puerto de Galveston     | Galveston       |
| California    | Puerto de Los Ángeles   | Los Ángeles     |
| Luisiana      | Puerto de Nueva Orleans | Nueva Orleans   |
| California    | Puerto de San Diego     | San Diego       |
| Alaska        | Puerto de Seward        | Seward          |
| Maryland      | Puerto de Baltimore     | Baltimore       |
| Massachusetts | Puerto de Boston        | Boston          |
| Florida       | Puerto Cañaveral        | Cabo Cañaveral  |
| Florida       | Puerto de Tampa Bay     | Tampa           |
| Puerto Rico   | Puerto de San Juan      | San Juan        |

## Premios
Los premios de viajes incluyen:
- "Best Cruise Line Overall 2016" por Travel Weekly[29]
- "Cruise Line of the Year 2018" por Cruisedaily[30]

## Incidentes y controversias
En 2008, Royal Caribbean tenía el 22% de la participación de mercado en la operación de líneas de cruceros. Los operadores de líneas de cruceros son criticados por utilizar este gran impacto económico para cerrar acuerdos con puertos de origen, puertos de escala y agencias de viajes.

### Brotes de norovirus
En enero de 2014, un brote de norovirus a bordo del Explorer of the Seas enfermó a 689 de los 4.237 pasajeros y tripulantes (16,3%), lo que provocó que el barco regresara a puerto dos días antes. Según se informa, el brote marcó el mayor número de casos de enfermedad a bordo de un crucero en dos décadas, apenas superando un brote de 2006 a bordo del Carnival Liberty de Carnival Cruise Line que enfermó a 679 de 3.970 pasajeros y tripulantes (17,1%). Royal Caribbean ofreció a todos los pasajeros a bordo de ese crucero un reembolso del 50 % de su tarifa de crucero, un 50 % adicional (más un 10 % por cada día que los pasajeros enfermos estuvieron en cuarentena) de su tarifa de crucero como crédito para otro crucero, y reembolsó los gastos de viaje adicionales por los invitados regresan temprano a casa.

### Atracar en Haití
Después del terremoto de Haití de 2010, Royal Caribbean continuó atracando cruceros en el resort Labadee, ubicado aproximadamente a 60 millas del epicentro del terremoto, durante la actual crisis humanitaria. El vicepresidente de Royal Caribbean, John Weis, defendió la decisión, citando los suministros de ayuda entregados a través de los barcos y las ganancias del llamado destinadas a los esfuerzos de ayuda.  Sin embargo, la decisión de continuar atracando fue criticada y generó preocupación entre los pasajeros.

### Caso George Allen Smith
El 5 de julio de 2005, los pasajeros a bordo del Brilliance of the Seas informaron de lo que parecía ser sangre en una parte del barco debajo de los balcones de pasajeros.  Después de una búsqueda, se descubrió que George Allen Smith había desaparecido y se pensaba que se había caído por la borda.  Se llevó a cabo una investigación criminal sobre un posible juego sucio y un breve comunicado de prensa en el sitio web de relaciones con inversionistas de la compañía anunció el acuerdo del caso, que más tarde se reveló que ascendía a más de 1 millón de dólares.

### Registro ambiental
En 1998 y 1999, la empresa fue multada con 9 millones de dólares porque uno de sus barcos, el Sovereign of the Seas, había arrojado repetidamente desechos aceitosos al océano y había tratado de ocultarlo utilizando registros falsos, incluidos diagramas de tuberías falsos entregados a la Guardia Costera de Estados Unidos. Debido a que la empresa estaba y está constituida en Liberia, Royal Caribbean argumentó que este caso no estaba bajo la jurisdicción de los tribunales estadounidenses.  A pesar de sus argumentos, no tuvieron éxito.

### Erupción de la Isla Whakaari/White
El 9 de diciembre de 2019, se produjo una erupción volcánica que mató a 21 personas en Ovation of the Seas. Ocurrió en la Isla Whakaari/White de Nueva Zelanda mientras Ovation estaba atracado en el cercano Puerto de Tauranga. A pesar del aumento de la actividad sísmica en las semanas anteriores, 47 personas, incluidos 38 pasajeros y la tripulación del barco, se encontraban en la isla cuando entró en erupción. Al 10 de diciembre de 2019, 44 de los 47 resultaron heridos, desaparecidos o muertos. Un portavoz de Royal Caribbean dijo que la línea estaba "devastada por los acontecimientos de hoy" y que el barco permaneció en el puerto hasta el 10 de diciembre para ayudar en los esfuerzos de recuperación. En abril de 2020 se inició una acción legal en Australia en nombre de familiares y pasajeros de Ovation contra Royal Caribbean.

### Muerte de Chloe Rae Margaret Wiegand
El 7 de julio de 2019, Chloe Rae Margaret Wiegand, de 18 meses, murió arrojada desde una ventana abierta por su abuelo Salvatore Anello en el Freedom of the Seas mientras estaba atracado en San Juan, Puerto Rico. Posteriormente fue arrestado por cargos de homicidio por las autoridades de Puerto Rico. La familia intentó presentar una demanda civil contra Royal Caribbean alegando que Anello no sabía que la ventana estaba abierta. Posteriormente, Royal Caribbean publicó varios videos de cámaras de vigilancia que muestran este incidente. El 25 de febrero de 2020, Anello llegó a un acuerdo con las autoridades. Sin embargo, la demanda civil aún fue aprobada por un juez.

### Pandemia de COVID-19
Durante la pandemia de COVID-19, el Miami Herald informó que, después de que se cancelaron cruceros en todo el mundo y desembarcaron a todos los pasajeros, Royal Caribbean Cruises se negó a repatriar a muchos de sus tripulantes debido a los costos asociados, y muchos miembros de la tripulación recurrieron a medidas desesperadas. Como resultado de ello, se adoptaron medidas como huelgas de hambre.
Como parte de la Cruise Line International Association (CLIA), Royal Caribbean se ha ofrecido a suspender las operaciones hasta el 31 de octubre de 2020. Anteriormente, la pausa debía finalizar el 15 de septiembre de 2020.
A finales de octubre de 2020, Royal Caribbean extendió su suspensión global de navegación hasta diciembre de 2020. Esa suspensión luego se extendió hasta el 30 de abril de 2021.
El 16 de junio de 2021, Royal Caribbean International anunció que retrasaría la navegación inaugural de su crucero más nuevo, Odyssey of the Seas, después de que ocho miembros de la tripulación dieron positivo por SARS-CoV-2-COVID-19. Seis de los tripulantes no mostraban signos de síntomas mientras que los otros dos presentaban síntomas leves de la enfermedad. El retraso se amplió hasta el 31 de julio de 2021.